# Khalid ibn al-Walid
Ne doit pas être confondu avec Armée Khalid ibn al-Walid.
 (février 2025).
Abū Sulaymān Khalid ibn al-Walid ibn al-Mughīrah al-Makhzūmī (arabe : أَبُو سُلَيْمَان خَالِد إِبْن ٱلْوَلِيد إِبْن ٱلْمُغِيرَة ٱلْمَخْزُومِي), aussi nommé Sayf Allāh al-Maslūl (arabe : سَيْف الله ٱلْمَسْلُول ; Sabre dégainé d'Allah) était un général et compagnon du prophète Mahomet. Avec Alexandre le Grand et Gengis Khan, il fait partie des rares d'entre eux à être demeurés invaincus,,,. Il est reconnu pour ses tactiques et ses prouesses militaires. Il a commandé les forces de Médine sous Mahomet, et les armées du califat des Rachidoune, et de ses successeurs Abu Bakr et Umar ibn Khattab. C'est sous sa direction militaire que l'Arabie, pour la première fois dans l'histoire, fut unie sous une entité politique unique, le califat. En commandant les forces de l'état islamique naissant, Khalid a été victorieux dans plus d'une cinquantaine de batailles, contre les forces de l'Empire byzantin, l'Empire sassanide et leurs alliés, et d'autres tribus arabes. Ses prouesses stratégiques incluent la conquête de l'Arabie, la Perse et la Syrie romaine. Il est également reconnu pour ses victoires d'Al-Yamama et d'Ullais (en) mais surtout de Firaz (en) de Walaja (en) et du Yarmouk, où il exécute avec succès des mouvements en tenaille.
Khalid ibn al-Walid (Khalid fils d'al-Walid) était de la tribu mecquoise des Quraysh, clan initialement opposé à Mahomet. Il a joué un rôle primordial dans la victoire mecquoise lors de la bataille d'Uhud contre les musulmans. Il s'est converti à l'Islam et a rejoint Mahomet après le traité d'Houdaybiya. Il a participé à de nombreuses expéditions, comme la bataille de Mu'tah, qui fut la première bataille entre romains et musulmans. Khalid ibn Al-Walid a rapporté que les combats étaient si intenses, qu'il a brisé neuf épées. Ce qui lui a valu le titre « Saif-ullah » signifiant « L'épée d'Allah ». Khalid a pris la tête de l'armée après que Zayd ibn Haritha, Jafar ibn Abi Talib, et Abdullah ibn Rawahah furent tués. Après la mort de Mahomet, il a joué un rôle clé dans le commandement des forces d'Abu Bakr de Médine, lors des guerres de Ridda, la conquête de l'Arabie centrale, et en soumettant les tribus arabes. Il a capturé le royaume client arabe sassanide d'Al-Hira et a défait les forces perses sassanides durant la conquête de l'Irak (Mésopotamie). Il a ensuite été transféré sur le front de l'Ouest pour conquérir la Syrie romaine et l'État client arabe byzantin des Ghassanides.
Bien qu'Omar l'ait plus tard relevé du haut commandement, il est resté le général le plus efficace face aux byzantins lors des guerres arabo-byzantines. Sous son commandement, Damas a été capturée en 634, et il est le principal responsable de la victoire musulmane lors de la bataille du Yarmouk, ce qui a directement mené à la conquête du Bilad al-Sham (Levant). En 638, à l'apogée de sa carrière, il fut exclu de l'armée.
Khalid Ibn Al Walid est souvent loué pour ses compétences militaires. Son génie tactique fut remarqué avant même sa conversion à l'islam (lors de la bataille de Uhud, il est le principal initiateur de la victoire des Quraysh face aux musulmans), ce qui lui aurait valu d'être surnommé par Mahomet le « Sabre dégainé de Dieu ». Il est généralement reconnu pour son habileté stratégique malgré les moyens militaires limités de ses armées (armes peu sophistiquées et effectifs souvent inférieurs à ceux des armées ennemies). Il est parfois considéré comme l'un des plus grands stratèges militaires de l'Histoire.

## Biographie
Khalid est né en 593, à La Mecque, Son père était Walid ibn al-Mughirah, cheikh du clan des Banu Makhzum, un clan de la tribu arabe des Quraysh. Walid était connu à la Mecque sous le titre de al-Waheed - l'unique. La mère de Khalid était Lubabah al-Sughra bint al-Harith, une sœur paternelle de Maymunah bint al-Harith.
Peu après sa naissance, conformément aux traditions Quraysh, Khalid a été envoyé vers une tribu bédouine dans le désert, où une mère adoptive l'a soigné et l'a amené dans l'air clair, sec et non pollué du désert. À l'âge de cinq ou six ans, il rentre chez ses parents à la Mecque. Pendant son enfance, Khalid a souffert d'une attaque légère de variole, qui lui a laissé des cicatrices cutanées sur sa joue gauche.
Les trois principaux clans Quraysh à cette époque étaient les Banu Hashim, Banu Abd ad-Dar et Banu Makhzum. Le dernier clan était responsable des problèmes de guerre. En tant que membre du clan Makhzum, qui était parmi les meilleurs cavaliers d'Arabie, Khalid a appris à manier et à utiliser des armes telles que la lance, l'arc et l'épée. La lance était son arme favorite. Dans sa jeunesse, il était un guerrier et un lutteur de renom parmi les Quraysh. Khalid était un cousin d'Omar, le futur second calife, et ils se ressemblaient fortement.

### Époque de Mahomet
Peu de choses sont connues sur l'histoire de Khalid, au début de la prédication de Mahomet. Son père était connu pour son hostilité envers Mahomet. À la suite de la migration de Mahomet de la Mecque à Médine, de nombreuses batailles ont été menées entre la nouvelle communauté musulmane de Médine et la confédération des Quraysh. Khalid n'a pas participé à la bataille de Badr : la première bataille entre les musulmans et les Qurayshites - mais son frère Walid ibn Walid a été pris et capturé. Khalid et son frère aîné, Hasham ibn Walid, sont allés à Médine pour acheter Walid, mais peu de temps après, Walid a été renvoyé. Au cours du voyage à La Mecque, il s'est échappé et est retourné près de Mahomet, et s'est ainsi converti à l'Islam. Le leadership de Khalid a contribué à la défaite musulmane lors de la bataille d'Uhud. En 627, il a participé à la bataille de la Tranchée, la dernière bataille de Khalid contre les musulmans,,.

### Conversion à l'islam
Un accord de paix de dix ans a été conclu entre les musulmans et Quraysh de la Mecque au traité de Hudaybiyyah en 628. Il a été constaté que Mahomet a déclaré au frère de Khalid, Walid Bin Walid, que : « Un homme comme Khalid, ne peut pas se garder loin de l'Islam pour longtemps ». Walid a écrit des lettres à Khalid qui l'ont persuadé de se convertir. Khalid, qui n'était pas indûment attiré par les idoles de la Kaaba, a décidé de se convertir à l'islam et aurait partagé ses convictions avec son ami d'enfance Ikrimah ibn Abi Jahl qui s'est opposé. Khalid a été menacé par Abu Sufyan ibn Harb avec des conséquences désastreuses, mais il a été retenu par Ikrimah qui aurait déclaré : « Calme, O Abu Sufyan ! Votre colère pourrait bien me conduire aussi à rejoindre Mahomet. Khalid est libre de suivre n'importe quelle religion, qu'il choisit ». En mai 629, Khalid partit pour Médine. Sur le chemin, il a rencontré "Amr ibn al-'As et Uthman ibn Talhah, qui allaient aussi à Médine pour se convertir à l'Islam. Ils sont arrivés à Médine le 31 mai 629 et sont allés à la maison de Mahomet. Khalid a été reçu par son frère aîné Walid bin al-Walid et était le premier parmi les trois hommes à se convertir à l'islam,,.

### Avant la mort de Mahomet
En septembre 629, il participe à la bataille de Mu'tah opposant l'état musulman naissant à l'Empire Byzantin en tant que simple soldat. À la suite des décès successifs des trois chefs musulmans, dont le cousin du Prophète Ja'far ibn Abi Talib, il est désigné commandant de l'armée. Face à l'écrasante supériorité numérique des Byzantins, Khâlid utilise une ruse pour sauver l'armée musulmane d'un massacre : il feint d'avoir reçu des renforts en ordonnant à sa cavalerie de soulever autant de poussière que possible à l'arrière de son armée, et en intervertissant l'aile gauche de l'armée musulmane avec son aile droite, son avant-garde avec son arrière-garde, équipée de nouveaux étendards ; les Byzantins croient voir de nouveaux soldats devant eux. Lorsque Khâlid replie soudainement son armée, les Byzantins croient non pas à une retraite mais à un piège, et décident de ne pas poursuivre. L'essentiel de l'armée musulmane est ainsi sauvée. Cette bataille est souvent citée à titre d'exemple pour contester l'invincibilité de Khâlid. Il s'agit toutefois d'une affirmation erronée, Khalid n'ayant pas commencé cette bataille en tant que commandant. C'est d'ailleurs son intervention qui permet de sauver l'armée musulmane d'une véritable débâcle. À la suite de cette bataille, Mahomet le félicite et lui accorde le titre de « sabre dégainé de Dieu ». 
Il est choisi pour mener l'aile droite de l'armée musulmane lors de la conquête de La Mecque. Khâlid reste présent aux côtés de Mahomet et met son génie militaire au service de la nouvelle religion.

### Règne d'Abû Bakr
En 632, après la mort de Mahomet, des troubles éclatent dans diverses tribus sous le califat d'Abu Bakr. Musaylima ben Thimâma, un homme prétendant être un prophète, s'étant manifesté pour concurrencer Mahomet dans le centre de l'Arabie.
Khâlid est aux commandes d'une partie des armées musulmanes pour rétablir l'ordre et combattre si cela s'avère nécessaire. Il use de sa ruse et de ses qualités de stratège pour réussir à remettre de l'ordre dans les tribus révoltées (batailles de la Ridda). Il combat l'armée de Musaylima.

#### Guerre contre les Banû Tamîm
Dans la tribu des Banû Tamîm, Sajâh de la tribu des Banû Taghlib, une prophétesse d'origine chrétienne née à Mossoul, prend la tête des rebelles contre l'islam. Elle professe une sorte de syncrétisme entre l'islam et le christianisme. Elle cherche une alliance pour se renforcer contre le calife. 
Parmi la troupe des Banû Tamîm, il y a Malik ibn Nuwayra (en). Il est chargé de la collecte de l'impôt (zakat) mais il y renonce finalement à la mort de Mahomet. Sajâh se dirige vers Al-Yamâma pour créer une alliance avec Musaylima[réf. nécessaire]. Ce mouvement inquiète alors autant Musaylima que Khâlid ibn al-Walîd qui se trouve lui aussi dans les parages. Les armées musulmanes se retirent alors à deux jours de marche pour éviter l'affrontement.
Après quelques jours, Sajâh et sa tribu se retirent en Irak, laissant les Banû Tamîm. Ces derniers sont inquiets concernant les velléités d'Abû Bakr et de son général Khâlid ibn al-Walîd. Ils envoient alors un ambassadeur auprès du calife pour plaider leur cause. `Omar est prêt à pardonner mais le calife s'interpose et déchire le traité qui venait d'être signé. Le calife prend alors la décision d'envoyer Khâlid ibn al-Walîd dans le but de tuer les apostats.
Khâlid engage alors une campagne contre les Banû Tamîm, laissant Musaylima tranquille. Malik ibn Nuwayra désire éviter l'affrontement, il conseille aux tribus de se disperser pour ne pas donner l'impression d'être en ordre de bataille. Khâlid cherche à ce moment un moyen pour savoir qui sont ceux qui ont renoncé à la foi. Malik ibn Nuwayra, fait prisonnier, ne convint pas ses geôliers de sa bonne foi, il est alors décapité. Khâlid prend sa femme, la belle Layla (en) pour épouse. Le meurtre de Malik ibn Nuwayra, ainsi que ce mariage expéditif (sans respecter le délai nécessaire de veuvage avant un remariage) lui sont alors reprochés par certains officiers qui s'en remettent à Abû Bakr et Omar, mais ces derniers lui pardonnent cet outrage eu égard à ses hauts faits d'armes[réf. nécessaire].

#### Guerre contre Musaylima le menteur
Après cette campagne contre les Banû Tamîm, les armées musulmanes se dirigent vers Al-Yamâma, ville dans laquelle Musaylima s'est retranché.
La bataille est sanglante, environ 1 100 musulmans trouvent la mort. Khalid comprend à ce moment, que le seul moyen de remporter la victoire est de tuer Musaylima. Il entreprend donc une manœuvre audacieuse avec une partie de ses meilleurs cavaliers, afin de transpercer les lignes adverses jusqu'à Musaylima, qui tente de s'enfuir sans succès et est tué. L'effet psychologique est immédiat, et l'armée de Musaylima est ébranlée puis s'effondre. Madjâ', l'un des généraux de Musaylima réussit à faire croire à Khâlid qu'il dispose encore de suffisamment de troupes et parvient ainsi à obtenir des conditions de reddition très favorables. Khâlid reçoit alors une lettre, signée d'Abû Bakr, lui reprochant cette erreur.
Au cours de cette bataille meurtrière, de nombreux compagnons de Mahomet, dont Zayd ben al-Khattâb frère d'`Omar, sont tués. `Omar suggère à Abû bakr de faire une première recension écrite des sourates du Coran de peur que la tradition ne se perde, si tous les compagnons trouvent la mort. C'est à Zayd ben Thâbit, qui a été le secrétaire de Mahomet, de mener à terme cette tâche. À la fin de la rédaction de ce livre, Hafsa, fille d'`Omar, et quatrième épouse de Mahomet décide de le garder.
Abû Bakr envoie onze généraux pour combattre les tribus qui ont rejeté l'islam après la mort de Mahomet. Khâlid est alors chargé de la région d'Al-Yamâma.

#### Conquête de l'Irak
En 633, Abû Bakr lance la campagne de conquête de l'Irak. Khâlid part d'Al-Yamâma et se dirige vers Obolla. La population des villages qu'il traverse vient à sa rencontre et demande la paix contre le paiement d'un tribut. Khâlid accepte et continue sa marche vers Al-Hîra. La ville se rend facilement et est épargnée contre le paiement d'un tribut. Khâlid se voit alors confier par le calife, le commandement de toutes les armées d'Irak qui atteignent 10 000 hommes.

##### La bataille des chaînes
Les ordres d'Abou Bakr concernant Khâlid sont d'attaquer Obolla qui est la place forte de la frontière avec la Perse. Obolla est l’un des ports principaux de l’Empire sassanide sur le Golfe, situé sur les rives du Tigre à l’entrée de Bassora, un nœud de jonction d’une importance capitale. La place est défendue par 20 000 hommes commandés par Hormuz. Les autres généraux reçoivent l'ordre d'attaquer plus au nord et à l’ouest. Khâlid envoie à Hormuz une lettre qui disait : « J’arrive, moi, le général du vicaire de Dieu. Embrasse l’islam ou paye le tribut ou prépare-toi à la guerre ». 
La bataille commence par un duel d’homme à homme entre Hormuz et Khâlid. Khâlid évite un coup de sabre porté par Hormuz. Khâlid le surprend en sautant sur lui, le soulève et le jette au sol et tire son poignard pour l’égorger. Hormuz appelle ses cavaliers pour lui porter secours. Les cavaliers encerclent les deux hommes pour dégager Hormuz et se débarrasser de Khâlid. Al-Qa'qa'a ibn Amr at-Tamimi réagit rapidement. Alors que les deux armées sont bruyantes, l'une de joie et l'autre de colère, il profite du désordre pour, avant qu'ils ne le remarquent, tuer les hommes qui encerclent Khâlid. Celui-ci en profite pour trancher la tête d’Hormuz et la jeter au milieu des troupes perses. 
Le lendemain, Khâlid entre dans Obolla, partage le butin, et en envoie le cinquième au calife à Médine, avec en plus, une tiare ornée de pierres précieuses et un éléphant.
Peu après cette victoire, Khâlid remporte une autre bataille, à Madsâr, contre les renforts que le roi de Perse avait envoyé pour soutenir Hormuz. Il y aurait eu 30 000 soldats perses tués ce jour-là. Khâlid gagne un butin considérable et laisse à chacun la possibilité de garder ce qu’il avait pris. Il envoie par la suite une lettre à Abû Bakr pour lui annoncer cette nouvelle victoire.

##### Bataille de Walaja
Cette bataille commence elle aussi par un combat singulier entre Khâlid et un guerrier perse surnommé « Mille cavaliers ». Khâlid parvient à transpercer son adversaire d'un coup de lance. Il revient au camp pour demander à manger car il avait fait le vœu de ne pas manger avant d'avoir tué cet homme. Après s'être restauré, Khâlid donne l'ordre d'attaquer. Le bilan pour les Perses fut encore plus mauvais qu'à Madsâr. Khâlid s'empare de Bassora et de tout le sud de l'Irak (Sawâd).

##### Bataille de Lîs
Les tribus arabes, souvent chrétiennes, qui servent l'Empire perse comme troupes supplétives pour protéger ses frontières, voient l'arrivée de Khâlid comme une menace. Elles demandent de l'aide à l'empereur. Celui-ci envoie un de ses généraux pour faire la jonction avec les Banû Bakr et les Banû `Idl. Khâlid prévenu de ce plan, décide d'attaquer directement l'armée perse avant même qu'elle puisse faire sa jonction avec les deux tribus arabes.
L'armée perse est rejoint alors qu'elle s'est installé pour prendre un repas au bord de l'Euphrate. Khâlid donne l'ordre de ne pas tuer sur le champ les combattants mais de les faire prisonniers. Le lendemain, il conduit ces prisonniers sur la rive du fleuve et leur tranche la tête, de façon que leur sang coule dans le fleuve. Khâlid partage ensuite le butin en envoyant le quint au calife. Abou-Bekr est à ce moment très heureux de cette victoire. Lîs n'est qu'un bourg, qui est administré par une ville du Sawâd, nommé Amghîschiyyâ. Averti que des fuyards se rassemblent dans cette ville, Khâlid marche alors sur elle. Il détruit la ville, massacre tous ceux qu'il rencontre et saccage toute la contrée. Le butin est immense,.

##### Soumission de la Sawâd
Amghîchîya est la plus grande ville de la Sawâd, les propriétaires terriens (dihqân) s'unissent contre Khâlid. À Al-Hira, l'un des plus importants d'entre eux, Azâdubè, met sur pied une armée pour combattre Khâlid. Il lance son armée contre Khâlid mais il s'enfuit d'Al-Hira. La troupe se sentant abandonnée, rentre dans Al-Hira. Khâlid envoie ses troupes prendre la ville. Il donne l'ordre à ses soldats de n'accepter que la conversion à l'islam pour avoir la vie sauve. Un groupe de moines vivant dans cette ville, sort de leur habitation et implorent la grâce de Khâlid. Après cela, les notables obtiennent la paix contre le paiement d'un tribut.
Tabari raconte alors l'entrevue de Khâlid avec un habitant d'Al-Hira « âgé de trois cents ans et qui vécut encore soixante ans après Khâlid ».
Les propriétaires terriens voyant qu'ils ne peuvent lutter contre Khâlid acceptent de payer l'impôt foncier. Deux millions de dirhems est ainsi collecté et remis à Khâlid. Il s'est alors dirigé vers Anbâr.

##### Prise d'Anbâr
Azâdubè, le fugitif d'Al-Hira s'est réfugié dans Madâ'in. Khâlid envoie deux messagers à Madâ'in qui obtiennent comme réponse que seule la guerre devait décider du sort de la ville. Anbâr est une place forte très ancienne sur la route entre la Sawâd et Madâ'in. Ses environs accueillent bon nombre des tribus arabes en rébellion contre le calife. Parmi celles-ci, il y a celle des Banû Taghlib qui a suivi leur prophétesse à Al-Yamâma. Khâlid se précipite hors d'Al-Hira. Les tribus arabes qui stationnent à proximité, affrontent les troupes musulmanes de Khâlid et sont ensuite repoussées. Le gouverneur persan voyant des fuyards, décide de quitter la ville et d'y laisser les habitants se défendre comme ils le peuvent. Khâlid est alors inflexible, il ne veut admettre qu'une reddition sans concession. L'hostilité permanente des bédouins chrétiens amène Khâlid à prendre des mesures de plus en plus dures. Les chefs sont ainsi décapités devant les murs de la ville et tous les hommes de la garnison sont mis à mort.
Quatre jeunes gens se sont réfugiés dans un monastère et ils se font passer pour des étudiants recevant l'instruction des Évangiles. Ces derniers sont, d'après la tradition musulmane, les ancêtres de quelques hommes célèbres comme Ibn Ishaq, l'historien et Musa ben Nusayr, le conquérant de l'Espagne.
Tabari raconte qu'après la prise d'Al-Anbâr, Khâlid remporte une série de places fortes et de batailles : Ayn at-Tamr, Dumat al-Jandal, Hacîd, Mudhaiyah, Thinîs, Rudhâb, Firâdh. Cette dernière bataille a fait cent mille morts au dire de l'auteur.
Khâlid entreprend avec quelques compagnons un pèlerinage clandestin à La Mecque malgré l'opposition du calife. À son retour Abû Bakr, à l'instigation de `Omar, écrit à Khâlid une lettre de reproches pour avoir laissé son armée sans commandement. La volonté de Khâlid est de se diriger vers Madâ'in. Il reste à Al-Hira pour y préparer ses troupes.

#### Conquête de la Syrie
Jusqu'en 634, les musulmans n'ont pas encore pénétré en Syrie qui est sous la domination de l'empereur de Byzance et qui est défendue par certaines tribus arabes. L'empereur de Byzance, faute de finances, n'a pas pu verser les subsides habituels aux tribus arabes, chargées de protéger ses frontières. L'entrée en Syrie des troupes musulmanes est alors facilitée. Les populations syriennes sont restées spectatrices de l'invasion musulmane.
Dans l'optique d'envahir la Syrie, Abû Bakr constitue quatre corps d'armées, auxquels doit s'adjoindre un cinquième, formé de troupes venant de Médine sous les ordres de Mu`âwiya. Abû Bakr a décidé d'assigner une province à chacun de ses généraux : Abu `Ubayda reçoit la province d’Émèse (Homs). Yazid ben Abî Sufyan reçoit celle Damas. `Amru ben al-`Âs obtient la Palestine. La Jordanie revient à Churahbil ben Hasana. Les quatre généraux se retrouvent devant une armée de 50 000 hommes et écrivent à Abû Bakr qui demande à Khâlid ibn al-Walîd de leur venir en aide. Khâlid prend alors la tête des opérations et positionne les troupes musulmanes sur les rives de la rivière Yarmouk.

##### Bataille de Yarmouk
Pendant la bataille, Abu Ubayda ben al-Jarrah est informé qu'Abû Bakr est très malade. C'est au début du combat qu'arrive la nouvelle de la mort du calife. `Omar qui succède à Abû Bakr, destitue Khâlid dès son accession au pouvoir. Il envoie un messager à Abu Ubayda ben al-Jarrah, pour lui annoncer qu'il vient de le nommer à la place de Khâlid. Abu Ubayda ben al-Jarrah préfère cacher la nouvelle à Khâlid pour ne pas démobiliser les troupes. Khâlid conserve le commandement de la bataille jusqu'à la victoire et c'est à ce moment-là qu’Abu Ubayda ben al-Jarrah décide d'annoncer à Khâlid la décision d’`Omar de le nommer à sa place.

### Règne d'Omar
Le nouveau général Abû 'Ubayda, conscient de l'énorme atout d'avoir un stratège militaire de la trempe de Khâlid dans ses rangs, décide de le garder à ses côtés comme principal conseiller. Leur association a permis aux musulmans de remporter la victoire contre les Byzantins. 

#### Seconde bataille d'Emèse
L'empereur byzantin Héraclius, voyant la progression des musulmans en Irak cherche à rallier les populations chrétiennes de Mésopotamie pour renforcer ses armées. Il y a une armée de plus de cent mille hommes sous les murs d'Émèse (Homs). Aussitôt, Abû `Ubayda appelle des renforts. Yazîd ben Abî Sufyân vient de Damas, Mu`âwîya ben Abî Sufyân vient de Césarée et Khâlid ibn Walîd reste à Chalcis pour réunir une armée, en attendant les renforts venant d'Irak. Khâlid ibn al-Walîd arrive enfin et il conseille à Abû `Ubayda de tenter une sortie. Une bataille de quatre jours s'engage. Trois mille byzantins sont faits prisonniers. Trois jours après cette bataille, l'armée d'Irak arrive enfin. `Omar donne l'ordre à Abû `Ubayda de distribuer le butin même aux soldats de l'armée d'Irak qui n'ont pourtant pas participé aux combats.
Abû 'Ubayda et Khâlid remportent de nombreuses autres victoires en Syrie : la bataille de Marj as-Suffar, la prise Damas puis de Fihl, la bataille de Marj ar-Rum, les prises de Baalbek, de Hama, de Saizar, de Ma'arat an-Nu'man, de Qinnisrin et d'Alep.
En 639, la Syrie est complètement conquise. Abû `Ubayda dans une lettre au calife, fait l'éloge de l'initiative de Khâlid lorsqu'il lui a demandé de faire une sortie hors des murs d'Emèse. En retour, `Omar ordonne à Abû `Ubayda d'interroger Khâlid sur l'origine de l'argent dont il se montre si prodigue, car il est dit : « Dieu n'aime pas les prodigues ». Abû `Ubayda fait venir Khâlid de Chalcis à Emèse. Après avoir vainement interrogé Khâlid, Abû `Ubayda l'envoie à Médine rencontrer le calife. De nouveau interrogé sur l'origine de sa fortune, Khâlid répond qu'elle lui vient de la pointe de son épée. `Omar destitue alors complètement Khâlid, lui reprochant de s'attribuer à lui seul, ses victoires en oubliant qu'elles étaient dues à la volonté de Dieu. Abû `Ubayda est mort au cours de l'épidémie de peste qui sévit en Syrie. Khâlid perd alors son dernier défenseur devant `Omar.

### Mort
Sur son lit de mort, Khâlid ibn al-Walîd confia le secret qu’il convoitait tant depuis qu’il avait embrassé l’islam. Durant sa vie de militant de la cause musulmane, il désira ardemment être tué en combattant sur le chemin de Dieu : « J’ai fait tant de batailles, avait-il dit avant de mourir, et il n’y a pas d’endroit dans mon corps qui n’ait reçu un coup de sabre ou de flèche. Mais me voilà dans ma couche en train de mourir de mort naturelle comme meurt un chameau. » En attendant sa mort avec résignation, il dicta son testament, dans lequel il léguait son cheval et ses armes à `Omar, ses principaux biens. Il n’était pas intéressé par les choses de la vie mondaine. Son seul but consistait toujours à remporter la victoire sur les ennemis. Grâce à lui, les musulmans avaient mis fin aux guerres de succession musulmanes, battu les Perses en Irak et les Byzantins en Syrie.
Le mausolée de Khâlid ibn al-Walîd se trouvait dans la mosquée de la ville de Homs en Syrie. Une version indique que celui-ci a été bombardé par l'armée syrienne fin juillet 2013. Une autre version provenant des forces du régime évoque la possibilité que la tombe ait été endommagée de l'intérieur, sans détruire la façade extérieure de la mosquée. Cela rendrait matériellement impossible la thèse du bombardement par l'armée syrienne.
Ses manœuvres tactiques lors des batailles de Walaja, Yarmouk et Ain Tamr entre autres, furent des références dans ce domaine, pouvant utiliser plusieurs formes de stratégie dans une même bataille.

## Postérité
- Plusieurs groupes armés dans des guerres civiles contemporaines se sont données pour nom Khalid ibn al-Walid :
  - Guerre du Mali : la katiba Khalid Ibn Walid dépendant du groupe terroriste Ansar Dine et fondée par Souleymane Keïta[42],[43].
  - Guerre civile libyenne : la katiba Khalid Ibn Walid (également connue sous le nom de Brigade 104), une milice toubou madkhaliste, c'est-à-dire salafiste, implantée dans la région de Mourzouq, commandée par le Toubou Youssef Hussein Saleh et proche de l'Armée nationale libyenne (ANL)[44],[45].
  - Guerre civile syrienne : l'Armée Khalid ibn al-Walid était un groupe armé terroriste, salafiste et djihadiste.